# Valle Uria
Valle Uria este o arie protejată (sit de importanță comunitară — SCI) din Italia întinsă pe o suprafață de 159 ha, integral pe uscat.

## Localizare
Centrul sitului Valle Uria este situat la coordonatele 38°59′24″N 16°41′42″E / 38.99°N 16.6949°E.

## Înființare
Situl Valle Uria a fost declarat sit de importanță comunitară în mai 2017 pentru a proteja un număr necunoscut de specii din flora spontană și fauna sălbatică aflate în arealul zonei.

## Biodiversitate
Situată în ecoregiunea mediteraneană, aria protejată conține 6 habitate naturale: Păduri de Platanus orientalis și Liquidambar orientalis (Platanion orientalis), Păduri pe pante, grohotișuri și ravene de Tilio-Acerion, Pante stâncoase silicioase cu vegetație casmofită, Păduri de Quercus ilex și Quercus rotundifolia, Galerii și tufărișuri riverane sudice (Nerio-Tamaricetea și Securinegion tinctoriae), Galerii de Salix alba și de Populus alba.
La baza desemnării sitului se află un număr nedeclarat de specii protejate.
Pe lângă speciile protejate, pe teritoriul sitului au mai fost identificate 6 specii de plante, 1 specie de amfibieni, 3 specii de reptile.